# PORTRAIT 〜Piano & Voice〜
『PORTRAIT 〜Piano & Voice〜』（ポートレイト ピアノ・アンド・ヴォイス）は、中島美嘉のカバー・アルバム。2018年11月12日にソニー・ミュージックアソシエイテッドレコーズよりリリースされた。

## 解説
前作『ROOTS 〜Piano & Voice〜』に続くアコースティック・カバー・アルバム『Piano & Voice』の第2弾となる。
前作では自身に影響を与えた様々なアーティストの楽曲を近年取り行っているアコースティック・アレンジでのカヴァーであったが、今回は自身が過去に発表したシングル、アルバムの中から選曲した楽曲をアコースティックにアレンジ、全てボーカルを新録音して収録しており、前回に引き続き、ほぼ一発録りといったレコーディング・スタイルでレコーディングが行われた。
近年行われているアコースティック・スタイルでのプレミアム・ライブと同様、河野伸、海老沼崇を迎えた3人編成でレコーディングされた。

## 収録曲

### Disc.1 (CD)
- 全編曲：Shin Kono

1. AMAZING GRACE
作詞・作曲：ジョン・ニュートン
2ndシングル『CRESCENT MOON』のカップリング
2. 花束
作詞・作曲：玉置浩二
40thシングル
3. 雪の華
作詞：Satomi /作曲：松本良喜
10thシングル
4. LIFE
作詞：高柳恋、ヒロイズム / 作曲：JUNKOO
23rdシングル
5. portrait#1
本人の筆によるポエトリー・リーディングとなる。
6. Helpless Rain
作詞：おちまさと / 作曲：shinya
4thシングル
7. 声
作詞・作曲：柴田淳
5thアルバム『VOICE』収録曲
8. portrait#2
本人の筆によるポエトリー・リーディングとなる。
9. RESISTANCE
作詞：秋元康、中島美嘉 / 作曲：長岡成貢
ミニ・アルバム『RESISTANCE』収録曲
10. Gift
作詞：中島美嘉、加藤ミリヤ / 作曲：吉木絵里子
39thシングル
11. 僕が死のうと思ったのは
作詞・作曲：秋田ひろむ
38thシングル

### Disc.2 (DVD) 初回限定盤のみ
中島美嘉　プレミアムライブツアー2018 8.19 神奈川県民ホール 小ホール　ダイジェスト
1. 火の鳥
2. PASSION
3. ピアス
4. THE DIVIDING LINE
5. ひろ
6. AMAZING GRACE
7. 雪の華
8. 僕が死のうと思ったのは